# Laura Berger
Laura Berger (* 12. November 2002 in Dresden) ist eine deutsche Volleyballspielerin.

## Karriere
Berger begann ihre Karriere im Alter von neun Jahren beim Dresdner SSV. Dann wechselte sie zum Nachwuchsprojekt VC Olympia Dresden. In der Jugend gewann sie die deutsche Meisterschaft der Altersklassen U16 bis U20. Mit dem VCO spielte sie ab 2018 in der Zweiten Liga Süd. Von 2020 bis 2022 stand sie parallel auch im Kader des Erstligisten Dresdner SC und war beim DVV-Pokalfinale 2022 dabei. 2022 wechselte die Mittelblockerin zum Erstligisten VC Neuwied 77. Neuwied schied im DVV-Pokal 2022/23 im Achtelfinale aus und wurde in der Bundesliga-Hauptrunde mit einem Sieg Tabellenelfter. Auch im DVV-Pokal 2023/24 kam der Verein nicht über das Achtelfinale hinaus. Ende Januar 2024 ging Berger zum NawaRo Straubing in die 2. Volleyball-Bundesliga Pro. Im Sommer wechselte sie zum Erstligisten VfB 91 Suhl.